# Вензелевое изображение имени Александра I
Нагрудный знак «Вензелевое изображение имени государя императора Александра I» — старейший нагрудный знак Российской империи, установленный по высочайшему повелению императора Николая I как награда для офицеров и нижних чинов 1-х гренадерских рот лейб-гвардии Преображенского и Семёновского полков.

## История создания
14 декабря 1825 года на Сенатской площади Санкт-Петербурга во время принесения войсками и Сенатом присяги новому Всероссийскому императору (царю) Николаю I группой дворян была предпринята попытка государственного переворота, получившая название «восстание декабристов». Сам император Николай I находился на площади и вместе с ним 1-я гренадерская рота лейб-гвардии Преображенского полка, до конца этих событий сохранявшая преданность государю и защищавшая его в течение всего дня. В знак Высочайшей признательности за содеянное, а также, учитывая привязанность роты к покойному императору Александру I, желая поощрить роту, Николай I передал в роту на хранение преображенский мундир, принадлежавший Александру I, и присвоил на эполеты офицеров и погоны нижних чинов этой роты вензель покойного императора. На следующий день подобной награды была удостоена 1-я гренадерская рота лейб-гвардии Семёновского полка, «пользовавшаяся особым расположением почившего императора».
1 (13) марта 1827 года в приказе Управляющего Главным штабом был объявлен именной императорский указ «О предоставлении офицерам и нижним чинам, носившим на эполетах и погонах вензелевое изображение имени императора Александра I, носить изображение сие по отставке на груди». Соответствующий приказ был изложен также в «Собрании законов и постановлений, до части военного управления относящихся за 1827 год». Факт награждения знаком заносилось в послужные списки награждённых.
Эти вензелевые изображения носились до тех пор, пока чины состояли в той части рода оружия, где они их получили, или в другой, имеющей то же преимущество. С переходом же в часть, не пользующуюся этим правом, а также с выходом в отставку или при производстве нижних чинов в офицеры, вензелевые изображения носились на левой стороне груди. При золотом приборе вензелевые изображения должны быть серебряные, и наоборот, при серебряном приборе — золотые.
Если не рассматривать установленные Петром I в качестве нагрудного знака горжеты как офицерские знаки отличия, то нагрудный знак с вензелевым изображением имени государя императора Александра I является первым нагрудным знаком Российской империи, при этом имеющим статус награды (знаки отличия беспорочной службы были введены 22 августа 1827 года). Именно со времени учреждения этого знака в дальнейшем началось установление других нагрудных знаков, в том и числе и вензелевых, а также полковых, а затем и юбилейных.

## Описание знака
Венок из лавровых ветвей, перевязанных лентой в виде банта. Внутри венка расположен вензель императора Александра I, увенчанный императорской короной.

## Кому вручался
Офицерам и нижним чинам 1-х гренадерских рот лейб-гвардии Преображенского и Семёновского полков при выходе их в отставку, а также нижним чинам указанных рот при производстве их в офицеры.

## Порядок ношения
На левой стороне груди.

## Параметры знака
- Материал изготовления — бронза.
- Способ обработки — золочение (для офицеров).
- Крепление осуществлялось посредством булавки[2].